# Pilczyn (gromada)
Pilczyn (projektowana lecz ostatecznie niezrealizowana nazwa: Łaskarzew Wieś) – dawna gromada, czyli najmniejsza jednostka podziału terytorialnego Polskiej Rzeczypospolitej Ludowej w latach 1954–1972.
Gromady, z gromadzkimi radami narodowymi (GRN) jako organami władzy najniższego stopnia na wsi, funkcjonowały od reformy reorganizującej administrację wiejską przeprowadzonej jesienią 1954 do momentu ich zniesienia z dniem 1 stycznia 1973, tym samym wypierając organizację gminną w latach 1954–1972.
Gromadę Pilczyn z siedzibą GRN w Pilczynie (obecnie są to dwie miejscowości: Nowy Pilczyn i Stary Pilczyn) utworzono – jako jedną z 8759 gromad na obszarze Polski – w powiecie garwolińskim w woj. warszawskim, na mocy uchwały nr VI/10/2/54 WRN w Warszawie z dnia 5 października 1954. W skład jednostki weszły obszary dotychczasowych gromad Pilczyn Nowy, Pilczyn Stary, Kacprówek i Melanów ze zniesionej gminy Łaskarzew, obszar dotychczasowej gromady Helenów (z wyłączeniem wsi Helenów Stary i Helenów Nowy)() oraz wieś Zygmunty z dotychczasowej gromady Zygmunty ze zniesionej gminy Sobolew a także resztówka Śliz z dotychczasowej gromady Gąsów ze zniesionej gminy Górzno w tymże powiecie. Dla gromady ustalono 17 członków gromadzkiej rady narodowej.
Gromadę zniesiono 31 grudnia 1959, a jej obszar włączono do gromady Łaskarzew-Osada w tymże powiecie.